# Refik Koraltan
Bekir Refik Koraltan né en 1889 à Divriği, Sivas (Empire Ottoman) et mort le 17 juin 1974 à Istanbul (Turquie) est un homme politique turc.

## Biographie
Diplômé de département de droit de Dar'ül fünun (faculté de l'Université d'Istanbul) en 1910. Dès 1914 il travaille comme vice-procureur et procureur à Bursa, Gelibolu et Karaman, ensuite il devient inspecteur de police et dernièrement préfet de police de Trabzon. Pendant la guerre d'indépendance turque il milite pour les forces nationales (Kuva-yi Milliye). En 1920, il est élu député de Konya (1er législature de la Grande Assemblée nationale de Turquie). Il devient membre des tribunaux de l'indépendance, entre 1921-1922 il est président du tribunal de l'indépendance de Yozgat. En 1923, il est réélu député de Konya. Entre 1923-1924 il est membre du tribunal de l'indépendance d'Istanbul. Il est réélu député de Konya en 1927 et 1931. Il est député d'İçel (1939-1960). Préfet d'Artvin (1936-1938), de Trabzon (1938-1939) et de Bursa (1939-1942). En 1946, il cofonde, avec Celal Bayar, Adnan Menderes et Fuad Köprülü, le DP. Il est président de la Grande Assemblée nationale de Turquie (1950-1960), après le Coup d'État de 1960 il est arrêté et condamné à la peine de mort mais plus tard son sanction est changé et il est condamné à prison à vie. En 1966, il est gracié et en 1974 il a obtenu ses droits politiques mais il ne retourne pas dans la vie politique.